# Andrea Huber
Andrea Huber, né le 9 mai 1975 à Samedan, est une fondeuse suisse.

## Palmarès

### Jeux olympiques
- Jeux olympiques de 2002 à Salt Lake City  États-Unis:
  -  Médaille de bronze en relais 4×5 km.